# 오오타 테츠하루
오오타 테츠하루(太田 哲治, 1980년 5월 30일 - )는 일본의 81프로듀스 소속의 남성 성우이다. 지바현 출신으로, 신장은 172cm이다. 대표작은 《은혼》의 야마자키 사가루 역.

## 인물
미남에서 익살꾼 캐릭터, 소악당이나 오카마, 중년 남성부터 노인, 게다가 동물 역까지 연기하고 있다.
출연작품으로 2대째인 것은 나가노 코이치로부터 물려받은 《밥더빌더》를 제외하고 모두 오가와 마사시로부터 물려받은 역할이다.

## 출연작

### 애니메이션
- 무효와 로지의 마법률상담사무소 2기 - 테이키